# 해리 랜더스

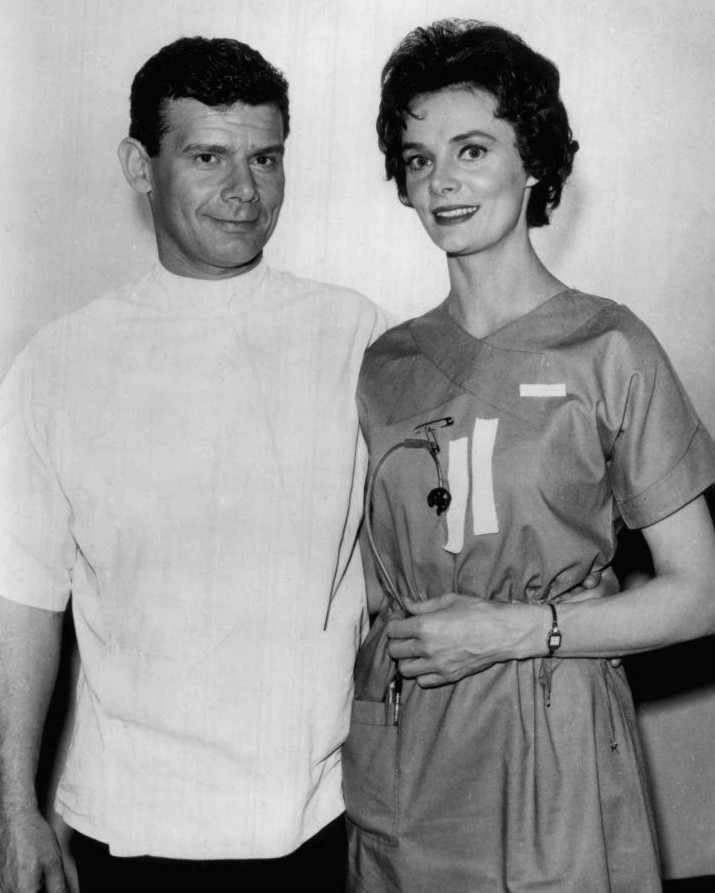

해리 랜더스(Harry Landers, 1921년 9월 3일 ~ 2017년 10월)는 미국의 영화배우, 텔레비전 배우이다.
뉴욕에서 태어났으며 칼라바사스에서 사망하였다.

## 영화
- 형사 Q (1976년)
- 벤 케이시 (1961년)
- 서부의 파라딘 (1957년)
- 미스터 코리 (1957년)
- 인디언 전사 (1955년)
- 어바웃 미스터 레슬리 (1954년)
- 팬텀 프럼 스페이스 (1953년)
- 와일드 원 (1953년)